# Au cœur de l'océan
Pour plus de détails, voir Fiche technique et Distribution.
Au cœur de l'océan (In the Heart of the Sea) est un film américain réalisé par Ron Howard, sorti en 2015.
Il s'agit de l'adaptation cinématographique du livre éponyme de Nathaniel Philbrick publié en 2000, qui narrait le naufrage du baleinier Essex en 1820, histoire qui inspira Herman Melville pour son célèbre roman Moby Dick.

## Synopsis
En 1850, l'écrivain Herman Melville rend visite à l'aubergiste Thomas Nickerson (en), le dernier survivant du baleinier Essex. En se basant sur le récit de ce dernier, Melville veut construire un roman qui le consacrera. Mais Nickerson est encore traumatisé par ce qu'il a vécu à l'époque et n'a jamais voulu se livrer jusqu'ici, pas même à son épouse. Le romancier insiste et lui offre de l'argent, que l'ancien marin refuse avant de finalement accepter sur l'intervention de sa femme.
Son récit débute en 1819, quand Nickerson, orphelin alors âgé de 14 ans, embarque pour la première fois sur l'Essex comme mousse. Le jeune George Pollard, dont le père est affréteur, reçoit le titre de capitaine auquel aspirait Owen Chase, plus expérimenté, mais qui accepte à contrecœur le poste de second en échange d'un fort salaire. Le bateau, avec un équipage de vingt-deux hommes, embarque pour une expédition de chasse à la baleine depuis l'île de Nantucket, alors capitale mondiale de l'industrie baleinière au début du XIXe siècle. L'objectif est de ramener 2 000 tonneaux d'huile de baleine qui devraient faire leur fortune. 
Très vite, les dissensions entre le capitaine George Pollard et son bouillant second Owen Chase mettent en péril le voyage d'autant plus que les baleines se font rares. L’Essex passe alors le Cap Horn pour l'océan Pacifique mais sans plus de succès. Après un an de navigation, l'équipage fait escale en Équateur où ils entendent parler de nombreux bancs de baleines à 1 000 lieues au large mais aussi d'un danger qui rôde. Poussés par la cupidité, Chase et Pollard s'entendent pour risquer le tout pour le tout et finissent par trouver la zone de baleines à l'hiver 1820. Les trois baleinières sont mises à l'eau mais l'une d'elles est renversée par un grand cachalot blanc aux dimensions redoutables, avant que l'animal ne s'en prenne directement au navire en le percutant à plusieurs reprises.
L’Essex, en feu et s'apprêtant à couler, est abandonné et l'équipage embarque à bord des trois baleinières. Loin des îles et des côtes les plus proches, avec des vivres en quantité limitée, les hommes remettent leurs destins entre les mains de leur capitaine. Leur dissension marque le début d'une lutte acharnée pour la survie qui, durant 90 jours, confronte les marins aux limites de la faim, de la soif et de leur humanité. Les survivants parviendront à une île dont Pollard pense qu'il s'agit de l'île Ducie, mais dont les faibles ressources ainsi que l'isolement des voies maritimes poussent les hommes à reprendre la mer. Le lieutenant Matthew Joy et trois marins tentent cependant leur chance sur l'île. Inexplicablement, le cachalot blanc continue à poursuivre les baleinières jusqu'à ce que Chase, dans une ultime confrontation, refuse de harponner l'animal, reconnaissant cette force de la nature. Après plusieurs semaines d'errance, deux baleinières sont finalement retrouvées avec une poignée de survivants ayant été contraints au cannibalisme, ce qui constitue un traumatisme et une honte pour Thomas Nickerson devenu adulte, qui raconte pour la première fois de sa vie à Herman Melville ce qu'il a dû faire pour survivre.
De retour à Nantucket après plusieurs mois, le capitaine Pollard et son second Chase doivent présenter un compte rendu, mais les armateurs refusent d’admettre que l’Essex a été défait sous les coups de queue d'un cachalot, sous peine de voir leur industrie menacée, les assureurs refusant de garantir de tels risques. Chase, tout comme Pollard, refuseront de voiler la vérité mais l'enquête sera censurée. Nickerson termine son récit en racontant que Pollard fit à nouveau naufrage lors de sa seconde campagne baleinière et ne commanda plus de navire. Trois des marins restés sur l'île survécurent et furent sauvés. Chase quant à lui devint capitaine dans la marine marchande. Libéré d'avoir pu enfin raconter son histoire, Nickerson raccompagne Melville, dont les notes lui permettront d'écrire son futur roman : Moby Dick.

## Fiche technique
- Titre original : In the Heart of the Sea
- Titre français : Au cœur de l'océan
- Titre de travail : Heart of the Sea
- Réalisation : Ron Howard
- Scénario : Charles Leavitt, d'après une histoire de Rick Jaffa, Peter Morgan et Amanda Silver, d'après La Véritable Histoire de Moby Dick : le naufrage de l’Essex qui inspira Herman Melville (In the Heart of the Sea) de Nathaniel Philbrick (2000)
- Direction artistique : Niall Moroney
- Décors : Niall Moroney
- Costumes : Julian Day
- Photographie : Anthony Dod Mantle
- Montage : Daniel P. Hanley et Mike Hill
- Musique : Roque Baños
- Production : Brian Grazer, Marshall Herskovitz, Joe Roth et Paula Weinstein
- Sociétés de production : Imagine Entertainment, Warner Bros., Village Roadshow Pictures, Cott Productions, Enelmar Productions, Roth Films, Spring Creek Productions, Sur-Film
- Société de distribution : Warner Bros.
- Budget: 100 000 000 $
- Pays de production :  États-Unis
- Langue originale : anglais
- Format : couleur
- Genre : Aventure
- Durée : 121 minutes
- Dates de sortie[3] :
  - France : 9 décembre 2015[4]
  - États-Unis : 11 décembre 2015

## Distribution

### L'équipage de l’Essex
- Chris Hemsworth (VF : Adrien Antoine ; VQ : Martin Desgagné) : le second capitaine Owen Chase
- Cillian Murphy (VF : Rémi Bichet ; VQ : Frédéric Paquet) : le lieutenant Matthew Joy
- Benjamin Walker (VF : Valentin Merlet ; VQ : Alexandre Fortin): le capitaine George Pollard
- Brendan Gleeson (VF : Patrick Bethune ; VQ : Sylvain Hétu) : Thomas Nickerson (âgé)
- Joseph Mawle (VF : Loïc Houdré ; VQ : Bruno Marcil) : Benjamin Lawrence
- Frank Dillane (VF : Gauthier Battoue ; VQ : Xavier Dolan-Tadros) : Owen Coffin
- Sam Keeley (VQ : Gabriel Lessard) : Ramsdell
- Jamie Sives (VQ : Jacques Lussier) : Isaac Cole
- Paul Anderson (VQ : Tristan Harvey) : Thomas Chappell
- Gary Beadle (VQ : Pierre Auger) : William Bond
- Osy Ikhile (VQ : Frédérik Zacharek) : Richard Peterson
- Edward Ashley (VQ : Nicolas Bacon) : Barzillai Ray
- Nick Tabone (VQ : Paul Sarrasin) : Seth Weeks
- Luca Tosi (VQ : Claude Gagnon) : William Wright
- Tom Holland (VF : Gabriel Bismuth-Bienaimé ; VQ : Nicolas Poulin) : le mousse Thomas Nickerson
- Morgan Chetcuti (VQ : Pierre-Étienne Rouillard) : Isaiah Sheppard

### Autres personnages significatifs
- Ben Whishaw (VF : Yoann Sover) (VQ : Martin Watier) : Herman Melville
- Jordi Mollà (VQ : Manuel Tadros) : le capitaine du vaisseau de secours espagnol
- Charlotte Riley (VF : Olivia Luccioni) (VQ : Rose-Maïté Erkoreka) : Peggy Chase
- Michelle Fairley (VF : Véronique Augereau ; VQ : Anne Bédard) : Mme Nickerson
- Donald Sumpter (VQ : Vincent Davy) : Paul Mason[5],[6]

## Production

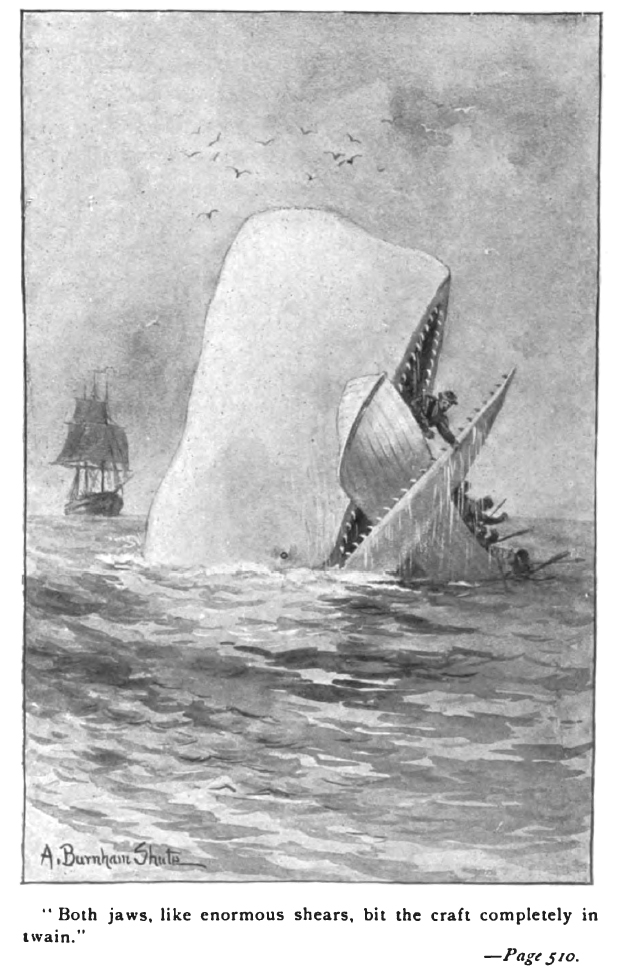
Illustration du roman Moby Dick, qui s'inspire des aventures de l’Essex.

### Développement
Le film est l'adaptation cinématographique du roman In the Heart of the Sea de Nathaniel Philbrick, lui-même inspiré des mésaventures réelles de l’Essex. Cette histoire a également inspiré le célèbre roman Moby Dick d'Herman Melville.
Avant Ron Howard, le projet avait failli être concrétisé en 2000 avec Barry Levinson et The Weinstein Company comme studio. Comme beaucoup d'Américains, Ron Howard avait lu le livre de Melville à l'école mais ignorait que le récit était inspiré d'une histoire vraie, narrée par Philbrick. C'est l'acteur australien Chris Hemsworth qui lui a signalé un script tiré de l'ouvrage, qui végétait à Hollywood depuis plus de dix ans.

### Attribution des rôles
Avant que Benjamin Walker ne soit choisi pour incarner le Capitaine George Pollard, les noms de Benedict Cumberbatch, Tom Hiddleston et Henry Cavill ont été évoqués.

### Tournage
Le tournage a débuté le 10 septembre 2013 à proximité de Londres, dans les bassins des Warner Bros. Studios Leavesden dans le comté de Hertfordshire en Angleterre,. À partir du 13 novembre 2013, il s'est poursuivi sur et au large de la Playa de Santiago sur l'île de La Gomera dans les Îles Canaries. Enfin, quelques scènes ont été tournées en décembre 2013 à Lanzarote.
Les acteurs ont dû se soumettre à un régime alimentaire (500 à 600 calories par jour) pour  perdre du poids pour incarner les marins en détresse.

## Accueil

### Sorties internationales
Le film devait sortir aux États-Unis le 15 mars 2015 et en France le 25 mars 2015. Cependant, en janvier 2014, il est annoncé que la sortie est repoussée à décembre 2015.

## Distinctions

### Nominations
- Teen Choice Awards 2016 :
  - Meilleur film d'action
  - Meilleur acteur dans un film d'action pour Chris Hemsworth.
  - Meilleure actrice dans un film d'action pour Charlotte Riley.